# Anno Christi milleno
Anno Christi milleno – autobiograficzny wiersz Władysława z Gielniowa w języku łacińskim z XV wieku.
Tytuł utworu pochodzi od incipitu: Anno Christi milleno quadrin sexin secudno…. Rękopis utworu, sporządzony przez Jana z Komorowa, zawarty jest w jego kronice zakonu bernardyńskiego, przechowywanej w Bibliotece Czartoryskich w Krakowie.
Wiersz składa z ośmiu wersów. Dwa początkowe ułożone są leoninami, zaś pozostałe dystychami elegijnymi. Napisany został pod wpływem złożenia przez Władysława ślubów w zakonie bernardynów 1 sierpnia 1462 i uważany jest za najwcześniejszy utwór Władysława z Gielniowa. Rozpoczyna się nawiązaniem do dwóch faktów: spłodzenia Władysława przez jego ojca Piotra i wstąpienia Władysława do klasztoru w święto św. Piotra w Okowach. Następnie poeta dziękuje Bogu słowami psalmu 115 (116) i prosi go o łaskę godnego wypełnienia ślubów.